# Lycaste xanthocheila
Lycaste xanthocheila är en orkidéart som först beskrevs av Jack Archie Fowlie, och fick sitt nu gällande namn av Fredy Archila. Lycaste xanthocheila ingår i släktet Lycaste och familjen orkidéer. Inga underarter finns listade i Catalogue of Life.